# Markersdorf, Sachsen
Markersdorf är en kommun och ort i Landkreis Görlitz i förbundslandet Sachsen i Tyskland. Kommunen har cirka 3 800 invånare.